# Mundo Novo (Mato Grosso do Sul)
Mundo Novo é um município brasileiro do estado de Mato Grosso do Sul, na Região Centro-Oeste do país. Sua população, de acordo com estimativas do Instituto Brasileiro de Geografia e Estatística (IBGE), era de 18 588 habitantes em 2014. Com localização geográfica privilegiada, o Município faz divisa com Guaíra-PR, sendo que ambos estão ligados, por via rodoviária, através da moderna Ponte Ayrton Senna, sobre o Rio Paraná. Faz  fronteira com a cidade paraguaia de Salto del Guairá, um proeminente centro de compras de livre comércio.

## Geografia

### Localização
O município está situado no sul da região Centro-Oeste do Brasil, no Sudoeste de Mato Grosso do Sul (Microrregião de Iguatemi). Localiza-se na latitude de 23º56’16” Sul e longitude de 54°16’15” Oeste.
Distâncias:
- 473 km da capital estadual (Campo Grande)
- 1 408 km da capital federal (Brasília).

### Geografia física
Solo
O município de Mundo Novo apresenta predominância de Argissolos de textura arenosa/média e média/argilosa, alguns apresentando elevada fertilidade natural. Outros problemas com a elevada acidez. Solos hidromórficos e orgânicos, Gleissolos e Organossolos com características diversas, são encontrados à margem do rio Paraná.
Relevo e altitude
Está a uma altitude de 324 m. Município de Mundo Novo encontra-se na Região dos Planaltos Arenítico-Basálticos Interiores, dividida em duas Unidades Geomorfológicas: Divisores das Sub-Bacias Meridionais e Vale do Paraná. Apresenta relevos elaborados pela ação fluvial e áreas planas resultante de acumulação fluvial sujeita a inundações periódicas.
Clima, temperatura e pluviosidade
Está sob influência do clima subtropical (CFA), com período de chuvas de outubro a março. A temperatura média do mês mais frio está entre 14 °C e 15 °C. Há ocorrência de geadas. As precipitações variam de 1.400 a 1.700mm anuais.
Hidrografia
Está sob influência da Bacia do Rio da Prata. Principais rios:
- Rio Iguatemi: afluente pela margem direita do rio Paraná; sua  nascente se localiza no município de Aral Moreira; limite entre os municípios de, Eldorado e Mundo Novo. Com a extensão aproximada de 290 km, é navegável na parte baixa (aproximadamente 80 km).
- Rio Paraná: formado pela confluência dos rios Paranaíba (nasce em Goiás) e o Grande (cujas cabeceiras ficam na serra da Mantiqueira, em Minas Gerais), a uns 10 km a nordeste da cidade de Aparecida do Taboado; daí até o ponto extremo de Mato Grosso do Sul faz divisa entre este Estado (município de Mundo Novo) e o Estado do Paraná. É o principal rio da bacia do mesmo nome.

Vegetação
A cobertura vegetal predominante é a pastagem plantada, ocorrendo em menores proporções lavouras, várzeas e Florestas Estacional Aluvial.

### Geografia política
Fuso horário
Está a -1 hora com relação a Brasília e -4 com relação a Meridiano de Greenwich (Tempo Universal Coordenado).
Área
Ocupa uma superfície de de 479,327 km².
Subdivisões
Mundo Novo (sede), Porto Coronel Renato e Porto Governador Fragelli.
Arredores
Japorã, Eldorado, Guaíra (Paraná) e Salto del Guayrá (Paraguai).

## História

### Pós-Guerra do Paraguai
Ao final da Guerra do Paraguai não houve um tratado de paz entre os países envolvidos (Paraguai, Brasil e Argentina). Embora a guerra tenha terminado em março de 1870, os acordos de paz não foram concluídos de imediato. As negociações foram obstadas pela recusa argentina em reconhecer a independência paraguaia. O Brasil não aceitava as pretensões da Argentina sobre uma grande parte do Grande Chaco, região paraguaia rica em quebracho (produto usado na industrialização do couro). A questão de limites entre o Paraguai e a Argentina foi resolvida através de longa negociação entre as partes. A única região sobre a qual não se atingiu um consenso — a área entre o rio Verde e o braço principal do rio Pilcomayo — foi arbitrada pelo presidente estado-unidense Rutherford Birchard Hayes que a declarou paraguaia. O Brasil assinou um tratado de paz em separado com o Paraguai, em 9 de janeiro de 1872, obtendo a liberdade de navegação no rio Paraguai. Foram confirmadas as fronteiras reivindicadas pelo Brasil antes da guerra. Estipulou-se também uma dívida de guerra que foi intencionalmente subdimensionada por parte do governo imperial do Brasil mas que só foi efetivamente perdoada em 1943 por Getúlio Vargas, em resposta a uma iniciativa idêntica da Argentina. O reconhecimento da independência do Paraguai pela Argentina só foi feito na Conferência de Buenos Aires, em 1876, quando a paz foi estabelecida definitivamente.

### Fundação de Mundo Novo
Ao longo dos anos Mundo Novo foi sendo terra de latifúndios até a década de 1950. Em 1953, chega à região um migrante baiano chamado Bento José Luís (vulgo Bentinho), se estabeleceu na região desmatando uma pequena área e plantando uma roça. Erigiu uma capela de estuque em homenagem a Nossa Senhora de Fátima. Nessa época não existia ainda caminho, estrada ou ponte que ligasse a região à Guaíra, cidade paranaense vizinha e fronteira com Mato Grosso. O início do povoamento se deu em 1955, com famílias oriundas do Estado de São Paulo. Oscar Zandavalli chega nessa região no ano de 1955 e possuindo 901 hectares de terra divide seu patrimônio em pequenas glebas e passa a vendê-las às famílias que ele mesmo trazia de São Paulo. Em 1956 o fazendeiro Adjalmo Saldanha dividiu sua propriedade rural em lotes, vendendo-os a diversas famílias do interior paulista.
Surgiu então a povoação denominada de Tapui-Porã (Rancho Bonito na língua tupi-guarani). Foi elevada a distrito de Floresta pela Lei nº 2.063, de 14 de novembro de 1963. A construção da estrada ligando a cidade de Iguatemi até a margem do Rio Paraná trouxe desenvolvimento à região até então denominada distrito de Floresta. Pela Lei Estadual nº 2815, de 6 de dezembro de 1967, o então distrito de Floresta passou a denominação de Jacareí. No mesmo ano o INCRA - Instituto Nacional de Colonização e Reforma Agrária - em terras previamente desapropriadas pelo Governo Federal (72.978,83 hectares), implantou um projeto de colonização onde se instalaram 1.200 famílias. O plantio de café predominou na região, com as variedades Sumatra e Mundo Novo,sendo que essa última prevaleceu.
- Estradas: a princípio para atender os assentamentos da área em colonização, nos primeiros 7 anos de atividade o INCRA construiu 371 km de estradas vicinais e 312 pontilhões. O Governo do Estado concluiu a estrada que liga: Dourados, Caarapó, Naviraí, Eldorado, Mundo Novo e Porto das Três Casas. Essa estrada atinge Mundo Novo, através de uma ponte sobre o Rio Iguatemi.
- Energia Elétrica: a princípio, foi aproveitada uma rede que o Exército construiu para trazer energia elétrica no Paraná, a fim de atender as necessidades de suas instalações  na região. Assim, tal rede beneficia a sede administrativa do INCRA, o conjunto residencial de seus servidores, a Cooperativa, e toda a localidade de Mundo Novo, ainda em construção.
- Instalações: as primeiras instalações em barracas de lonas foram sendo substituídas, aos poucos, por construções de madeira, espaçosas e confortáveis, que atenderam às necessidades de todos os servidores da equipe e de todos os serviços administrativos e técnico-especializados.

Em 1970 se iniciou as primeiras construções urbanas. O então distrito de Iguatemi é elevado à categoria de município com a denominação de Mundo Novo, pela Lei Estadual nº 3693, de 13 de junho de 1976, sendo desmembrado do município de Iguatemi e instalado em 1 de fevereiro de 1977. No mesmo ano o município passa a fazer parte do atual estado de Mato Grosso do Sul.

### Royalties de Itaipu
Nos 170 quilômetros de extensão, entre Foz do Iguaçu e Guaíra, o Reservatório de Itaipu atinge áreas de 16 municípios, dos quais 15 no Paraná e um no Mato Grosso do Sul. Como compensação, Itaipu paga royalties a esses municípios, proporcionalmente à área de terra alagada. Desde 1985, a Itaipu pagou ao Brasil mais de US$ 3,35 bilhões em royalties.
No Paraguai, a compensação é repassada integralmente ao Tesouro Nacional. No Brasil, 45% da compensação é repassada aos Estados, 45% aos municípios e 10% para órgãos federais, de acordo com a Lei dos Royalties, em vigor desde 1991.
A tabela abaixo informa o valor acumulado da compensação de cada município.
| Município                 | Compensação (em milhões de US$) |
| ------------------------- | ------------------------------- |
| Foz do Iguaçu             | 204,3                           |
| Santa Teresinha de Itaipu | 41,7                            |
| São Miguel do Iguaçu      | 103,1                           |
| Itaipulândia              | 166,8                           |
| Medianeira                | 1,1                             |
| Missal                    | 39,9                            |
| Santa Helena              | 263,0                           |
| Diamante d'Oeste          | 5,6                             |
| São José das Palmeiras    | 1,9                             |
| Marechal Cândido Rondon   | 62,7                            |
| Mercedes                  | 17,9                            |
| Pato Bragado              | 43,6                            |
| Entre Rios do Oeste       | 30,5                            |
| Terra Roxa                | 1,5                             |
| Guaíra                    | 50,8                            |
| Mundo Novo (MS)           | 14,6                            |

### Assassinato de Dorcelina Folador
Mundo Novo ganha atenção nacional quando em 30 de Outubro de 1999 sua Prefeita Dorcelina Oliveira Folador é vitima de assassinato na varanda de sua casa, com 6 tiros nas costas. Primeira prefeita de esquerda em Mato Grosso do Sul, popular devido ao seu envolvimento direto com as comunidades carentes de Mundo Novo, destacou-se ao implementar programas como o Orçamento Participativo, Museu que até hoje está de pé, Renda Mínima e Bolsa-Escola, além de instituir concursos para o preenchimento de vagas em postos públicos. O crime foi caracterizado como de Motivos Políticos.

## Economia

### Centro de zona A
Mundo Novo, com 17.148 hab. IBGE/2011 e 4 relacionamentos diretos, é um Centro de Zona A. Nível formado por cidades de menor porte e com atuação restrita à sua área imediata; exercem funções de gestão elementares. Mundo Novo é uma das 192 cidades no Brasil com a classificação Centro de Zona A. A cidade exerce influência sobre os seguintes municípios:
- Centros de Zona B: Guaíra
- Centros Locais: Eldorado, Iguatemi e Japorã

### Compras
Salto del Guayrá (Paraguai): abriga um enorme centro de compras.